# Renda
Renda, segundo a  economia clássica, é a remuneração dos fatores de produção: salários (remuneração do fator trabalho), aluguéis (remuneração do fator terra),  juros e lucros (remuneração do capital). A renda também é a variação de riqueza em um determinado período definido. A renda também pode ser amplamente compreendida como a oportunidade de consumo e poupança que uma entidade (seja um indivíduo, uma família, uma empresa ou até mesmo uma país) adquire dentro de um período de tempo específico, sendo geralmente expressa em termos monetários (dinheiro). 
Assim, o conceito de renda é notavelmente complexo e multifacetado, o que faz com que sua definição varie consideravelmente entre diferentes campos do conhecimento e de acordo com o propósito de sua utilização. Essa maleabilidade se manifesta, por exemplo, nas distinções entre a renda definida para fins econômicos, legais (tributários) ou contábeis.

## Conceitos e perspectivas
As várias concepções de renda estão relacionadas à finalidade de mensuração que o analista tem interesse. As principais diferenças se dão entre (i) o objetivo de medir a renda de um país, que geralmente está relacionada com a visão econômica voltada para a aferição do nível de riqueza, bem-estar e desenvolvimento produtivo de uma nação, e (ii) o objetivo de medir a renda de um indivíduo ou entidade para fins tributários e de análise socioeconômica de uma dada sociedade. 

#### Perspectivas Econômicas
Na economia, a renda é um dos pilares para a compreensão das relações de produção, distribuição da riqueza, do bem-estar e  do consumo. Diferentes escolas de pensamento e teorias oferecem perspectivas distintas:
- Visão Clássica e Remuneração dos Fatores de Produção: Segundo a economia clássica, e autores como Adam Smith[6], David Ricardo[7], John Stuart Mill[8] e Karl Marx[9],  a renda é vista como a remuneração dos fatores de produção que são empregados na geração de bens e serviços[1][10][11]. Nesta perspectiva, a renda é decomposta em:
  - Salários: a remuneração pelo uso do fator trabalho.
  - Aluguéis: a remuneração pelo uso do fator terra (ou outros recursos naturais e bens imóveis).
  - Juros: a remuneração pelo uso do fator capital.
  - Lucros: a remuneração pela organização e gestão dos outros fatores, além de um retorno pelo risco assumido pelo empreendedorismo.

Em grande medida, essa visão serve de referência para os vários indicadores macroeconômicos utilizados para agregação da renda das pessoas de um país (renda per capita), aferir os níveis de produtividade e crescimento econômico e os níveis de desigualdade econômica, de renda e de riqueza. 
- Renda Haig-Simons: Uma das definições mais influentes e abrangentes na teoria econômica é a Renda Haig-Simons. Ela é uma medida de renda usada por economistas de finanças públicas para analisar o bem-estar econômico. Essa concepção propõe que a renda de um indivíduo ou entidade, em um dado período, corresponde ao seu consumo somado à variação de seu patrimônio líquido (ou riqueza)[12][13].Essa definição incorpora a dimensão do consumo à da poupança e busca mensurar o aumento do poder aquisitivo e da riqueza total de uma pessoa ou entidade, independentemente da forma como essa aquisição ocorreu. Embora seja um ideal para a mensuração do bem-estar econômico, é reconhecida sua dificuldade em capturar a totalidade da "renda plena", que incluiria benefícios não monetários, como o lazer[4].
- Renda na Teoria do Consumidor: No campo da microeconomia, a renda é frequentemente tratada como a restrição orçamentária de um consumidor. Ela delimita a quantidade total de bens e serviços que um indivíduo pode adquirir dados os preços de mercado, influenciando diretamente suas decisões de consumo e poupança[11].

#### Perspectivas em Outros Campos
A definição de renda é frequentemente adaptada para atender às necessidades e propósitos específicos de diferentes disciplinas:
- Definição Legal e Tributária: No âmbito jurídico, especialmente para fins fiscais e tributários, a renda é definida de maneira bastante específica para determinar a base sobre a qual impostos serão cobrados. As leis fiscais em seu conjunto, como o Código da Receita Federal[14] em alguns países, detalham quais tipos de ganhos (salários, lucros, juros, aluguéis, dividendos, etc.) são considerados renda tributável, ou seja, que está sujeita a pagar imposto.[1][3].
- Definição Contábil: Na contabilidade, a renda (ou receita) é conceituada como os aumentos nos benefícios econômicos que ocorrem durante o período contábil, sob a forma de entradas ou aumentos de ativos, ou diminuições de passivos, que resultam em aumentos no patrimônio líquido da entidade, excluindo-se as contribuições dos participantes do capital próprio. Essa definição é crucial para a elaboração de demonstrações financeiras, permitindo a avaliação do desempenho econômico e financeiro de uma organização[3].

## Renda Nacional
A Renda Nacional (RN) é um agregado macroeconômico fundamental que representa a soma de todos os rendimentos (salários, lucros, juros, aluguéis e arrendamentos) percebidos pelos habitantes e entidades de um país durante um determinado período, geralmente um ano. Ela mede a remuneração total dos fatores de produção – trabalho, capital, terra e capacidade empresarial – que contribuem para a geração de bens e serviços na economia. 
Além das remunerações diretas dos fatores, a Renda Nacional também pode incluir as receitas líquidas de organismos governamentais que não são distribuídas como capital privado, como subsídios e pensões. Esse fluxo de renda gerado é, por sua vez, o recurso que permite às famílias e empresas adquirir bens e serviços para consumo, investimento e ampliação da capacidade produtiva do sistema econômico.

#### As Três Abordagens da Renda Nacional
No contexto das contas nacionais, a Renda Nacional pode ser vista sob três perspectivas que, em teoria e para uma economia simples e sem distorções, deveriam ser equivalentes:
1. Abordagem do Produto (ou Produção): Mede o valor total de todos os bens e serviços finais produzidos na economia durante um período. O principal indicador dessa abordagem é o Produto Interno Bruto (PIB) ou o Produto Nacional Bruto (PNB).
2. Abordagem da Renda (ou Rendimento): Soma todas as remunerações pagas aos fatores de produção (salários, aluguéis, juros, lucros). É a própria Renda Nacional em seu sentido estrito.
3. Abordagem da Despesa: Soma todos os gastos realizados pelos agentes econômicos (famílias, empresas, governo e setor externo) na aquisição dos bens e serviços finais produzidos.

Em um cenário ideal, sem depreciação de capital, impostos indiretos ou subsídios, essas três medidas resultariam no mesmo valor. Na prática, devido a complexidades estatísticas e econômicas, ajustes são necessários para conciliar esses diferentes agregados.

## Cálculo e componentes da Renda Nacional
A mensuração da Renda Nacional é complexa e envolve desafios, como a inclusão de atividades não monetárias (ex: serviços de moradia para proprietários-ocupantes, alimentos cultivados e consumidos na própria fazenda) ou a inclusão de atividades não produtivas no sentido econômico (ex: atividades domésticas não remuneradas). Diferentes metodologias podem ser empregadas, inclusive com abordagens distintas para países com sistemas econômicos e fiscais variados.
Para chegar à Renda Nacional a partir do Produto Interno Bruto (PIB), que é a medida mais comum da atividade econômica de um país, são feitos diversos ajustes:

### Do Produto Interno Bruto (PIB) para o Produto Nacional Bruto (PNB)
O PIB mede a produção gerada dentro das fronteiras geográficas de um país, independentemente da nacionalidade dos fatores de produção. Para obter o Produto Nacional Bruto (PNB), que se refere à renda gerada pelos residentes de um país (nacionais), mesmo que essa renda seja obtida no exterior, é preciso ajustar o PIB: 
PNB = PIB - Renda líquida enviada ao exterior + Renda líquida recebida do exterior
Ou, de forma simplificada: 
PNB = PIB + Saldo Líquido de Rendas Enviadas e Recebidas do Exterior
Este ajuste reflete a renda líquida obtida por empresas e indivíduos estrangeiros que atuam no país e enviam seus lucros ou salários para o exterior, e a renda obtida por empresas e indivíduos nacionais que atuam no exterior e enviam seus rendimentos para o país. 

### Do Produto Nacional Bruto (PNB) para o Produto Nacional Líquido (PNL)
A produção de bens e serviços envolve o desgaste de máquinas, equipamentos e infraestruturas, o que é conhecido como depreciação (ou consumo de capital fixo). Para obter uma medida mais "líquida" da produção que não considere essa perda de valor do capital, subtrai-se a depreciação do PNB:
PNL = PNB - Depreciação
O PNL, portanto, representa o valor líquido da produção após considerar o desgaste dos bens de capital. O Produto Interno Líquido (PIL) é o PIB menos a depreciação do capital fixo.

### Do Produto Nacional Líquido (PNL) para a Renda Nacional (RN)
Para transformar o PNL em Renda Nacional, que é a soma das remunerações dos fatores de produção, é necessário ajustar os impostos e subsídios. Os impostos indiretos (como ICMS, IPI, etc.) incidem sobre a produção e o consumo, elevando os preços dos produtos e não constituem remuneração aos fatores. Os subsídios, por outro lado, são transferências do governo que reduzem os custos de produção, mas não são remuneração direta de fatores. 
Renda Nacional (RN) = PNL - Impostos Indiretos + Subsídios
Essa fórmula final permite chegar à Renda Nacional como a soma dos rendimentos efetivamente recebidos pelos proprietários dos fatores de produção.

## Renda per capita
A Renda per capita (literalmente, "renda por cabeça") é um indicador amplamente utilizado para mensurar o padrão de vida e o nível de desenvolvimento econômico de um país. Ela é obtida pela divisão da Renda Nacional Líquida (ou PNB, dependendo da fonte e metodologia) pelo número total de habitantes do país:
Renda per capita = Renda Nacional Líquida / Número de habitantes do país
É importante notar que, embora útil, a renda per capita é uma média e, portanto, esconde as disparidades na distribuição da renda dentro do país. Um país pode ter uma alta renda per capita, mas com grande desigualdade entre ricos e pobres, ou, inversamente, uma renda per capita mais baixa, mas com uma distribuição mais equitativa. Indicadores como o Coeficiente de Gini e a Curva de Lorenz são utilizados para analisar a distribuição da renda.

## Cálculo da Renda Pessoal
A Renda Pessoal (RP) representa o total de rendimentos recebidos diretamente pelos indivíduos e famílias de um país em um determinado período, antes do pagamento de impostos pessoais. Diferentemente da Renda Nacional, que mede a remuneração dos fatores de produção pela atividade produtiva total da economia, a Renda Pessoal foca no fluxo de recursos financeiros que, de fato, chega às mãos das pessoas para consumo ou poupança.
A Renda Pessoal é composta por diversas fontes, tais como:
- Remunerações pelo trabalho: salários, honorários e comissões.
- Rendimentos de capital: juros, dividendos e aluguéis.
- Lucros de empresas individuais e parcerias.
- Pagamentos de transferências: Esta categoria é fundamental para distinguir a Renda Pessoal da Renda Nacional. Os pagamentos de transferências são recebimentos que não correspondem a uma contrapartida por uma produção atual de bens ou serviços. Podem vir do governo (como aposentadorias, pensões, seguro-desemprego e outros benefícios sociais) ou do setor privado (como doações e bolsas de estudo não-reembolsáveis).

#### Derivação da Renda Nacional
Para se chegar à Renda Pessoal a partir da Renda Nacional (RN), são necessários alguns ajustes. Isso ocorre porque nem toda a renda gerada na economia e contabilizada na Renda Nacional é efetivamente distribuída aos indivíduos, e, por outro lado, os indivíduos recebem rendas que não estão diretamente ligadas à produção corrente:
1. Subtrações: Certas parcelas da Renda Nacional não são distribuídas diretamente aos indivíduos:
  - Contribuições para a Previdência Social: São valores deduzidos dos salários ou pagos por empregadores que são direcionados aos fundos de seguridade social, não se tornando poder de compra individual imediato.
  - Impostos sobre o Lucro das Sociedades Anônimas: Uma parte dos lucros das grandes empresas é destinada ao pagamento de impostos corporativos ao governo, antes de qualquer distribuição aos acionistas.
  - Lucros Não Distribuídos das Sociedades Anônimas (Lucros Retidos): As empresas frequentemente retêm uma parcela de seus lucros para reinvestimento, expansão ou para fortalecer sua posição financeira, em vez de distribuí-los como dividendos aos acionistas. Esses valores permanecem na esfera corporativa e não chegam às mãos dos indivíduos.
2. Adições: Os pagamentos de transferências devem ser adicionados, pois representam renda que os indivíduos recebem, mas que não são considerados na Renda Nacional por não serem remuneração de fatores de produção em atividade corrente:
  - Pagamentos de Transferências (do governo e do setor privado): Incluem benefícios como aposentadorias, pensões, seguro-desemprego, subsídios e doações, que aumentam a renda disponível dos indivíduos sem estarem ligados a uma produção corrente.

A fórmula de cálculo para a Renda Pessoal, a partir da Renda Nacional, pode ser expressa como:
Renda Pessoal (RP) = Renda Nacional (RN) - Contribuições para a Previdência Social - Impostos sobre o Lucro das Sociedades Anônimas - Lucros Não Distribuídos das Sociedades Anônimas + Pagamentos de Transferências (do governo e do setor privado)

#### Renda Pessoal Disponível (RPD)
Um conceito subsequente e igualmente importante é a Renda Pessoal Disponível (RPD). Esta representa a parcela da renda que os indivíduos e famílias têm de fato à sua disposição para gastar (consumo) ou guardar (poupança), após o cumprimento de todas as suas obrigações fiscais pessoais.
Renda Pessoal Disponível (RPD) = Renda Pessoal (RP) - Impostos Diretos Pessoais
Os impostos diretos pessoais incluem, principalmente, o Imposto de Renda. A RPD é um indicador crucial para a análise do comportamento do consumidor e das tendências de poupança na economia, pois reflete o poder de compra real das famílias.

## Rendimentos do capital financeiro
Os rendimentos do capital financeiro referem-se aos ganhos ou retornos obtidos a partir de aplicações financeiras, investimentos em títulos e outros instrumentos do mercado de capitais. Estes rendimentos são a remuneração pelo uso do capital (fator de produção), seja ele emprestado, investido em participações societárias ou aplicado em outros ativos financeiros.
A principal distinção no mercado financeiro se dá entre os produtos de renda fixa e os de renda variável, cada um com características específicas em termos de previsibilidade, risco e potencial de retorno.

#### Renda Fixa
Renda fixa compreende os investimentos cujo rendimento é conhecido ou previsível no momento da aplicação, geralmente expresso em uma taxa ou índice que baliza a remuneração. O termo "fixa" não significa necessariamente que o valor do rendimento será o mesmo ao longo do tempo, mas sim que as regras de remuneração são preestabelecidas.
As características comuns dos investimentos de renda fixa incluem:
- Previsibilidade: O investidor tem uma clara noção de como seu capital será remunerado.
- Menor risco: Comparativamente à renda variável, os investimentos em renda fixa são geralmente considerados de menor risco, pois o fluxo de pagamentos é mais estável.
- Exemplos: Certificados de Depósito Bancário (CDB), Letras de Crédito Imobiliário (LCI), Letras de Crédito do Agronegócio (LCA), títulos públicos (como os do Tesouro Direto), debêntures e cadernetas de poupança. Muitos desses instrumentos são considerados seguros, especialmente aqueles garantidos por fundos como o Fundo Garantidor de Créditos (FGC) no Brasil.

Dentro da renda fixa, a remuneração pode ser estruturada de duas formas principais:
- Renda Pré-fixada: O valor do rendimento é definido e conhecido no momento da aplicação. Por exemplo, um título que paga 10% ao ano garante essa taxa durante toda a sua duração. A vantagem é a previsibilidade total do retorno, mas há o risco de perda de rentabilidade real caso a inflação ou as taxas de juros de mercado subam acima do esperado.
- Renda Pós-fixada: O valor do rendimento é vinculado a um indexador econômico (como a taxa Selic, o Certificado de Depósito Interbancário - CDI, ou índices de inflação como o IPCA) e, portanto, é conhecido apenas ao final do período de aplicação ou no momento do resgate. Essa modalidade oferece proteção contra variações inflacionárias ou de juros, pois a rentabilidade acompanha o indexador. Um exemplo comum é "CDI + 0,5%" ou "IPCA + 4%".

#### Renda Variável
Renda variável é o tipo de investimento cujo rendimento não é predefinido e oscila de acordo com as condições de mercado, desempenho da empresa ou setor, fatores econômicos, políticos e outros. Não há garantia de retorno ou capital investido, e o potencial de lucro pode ser ilimitado, assim como o risco de perda.
As características dos investimentos de renda variável incluem:
- Volatilidade: Os valores dos ativos e, consequentemente, os retornos podem flutuar significativamente em curtos períodos.
- Maior potencial de retorno: Apesar do risco, a renda variável oferece a possibilidade de ganhos substanciais, superiores aos da renda fixa, especialmente no longo prazo.
- Exemplos: Ações de empresas negociadas em bolsa de valores, cotas de fundos de investimento (como fundos de ações, multimercado e alguns fundos imobiliários), derivativos e criptoativos.

## Tributação da renda no Brasil
No Brasil, os rendimentos são tributado de acordo com a classificação da legislação do Imposto de Renda. Para os ganhos do trabalho, é adotada uma tabela progressiva. Para ganhos do capital, há uma alíquota predeterminada.

## Hipótese da renda permanente
A Hipótese da renda permanente é uma teoria econômica que tenta descrever como agentes disseminam o consumo ao longo de suas vidas. Desenvolvido por Milton Friedman, supõe que o consumo de uma pessoa em um certo momento é determinado não apenas pela sua renda atual, mas também por sua renda esperada no futuro - o seu "rendimento permanente". Em sua forma mais simples, a hipótese afirma que as alterações no rendimento permanente (em vez de alterações temporárias de renda), são o que impulsionam as alterações nos padrões de consumo de um consumidor. Suas previsões de suavização do consumo, em que as pessoas espalham mudanças transitórias na renda ao longo do tempo, partem da ênfase keynesiana tradicional na propensão marginal ao consumo. Isso teve um efeito profundo no estudo do comportamento do consumidor e fornece uma explicação para algumas das falhas das técnicas de gerenciamento de demanda keynesianas.